# Избори за председника Аустрије 1971.
Избори за председника Аустрије 1971. су били пети у историји Аустрије. Одржани су 25. априла 1971. За изборе су се кандидовали тадашњи председник Франц Јонас из -а и Курт Валдхајм из -а. Победио је Јонас који је у првом кругу освојио 52,8% гласова.

## Изборни резултати
Резултати председничких избора у Аустрији 1971.
| Укупно важећих гласова                                    | Укупно важећих гласова | 4.712.048 | 100 |
| Неважећих гласова                                         | Неважећих гласова      | 75.658    | 1,6 |
| Извор: Резултати председничких избора у Аустрији од 1951. |                        |           |     |

- Од 5.024.324 регистрованих гласача на изборе је изашло 95,29%

## Последице избора
Јонас је по други пут узастопно победио на изборима за председника Аустрије. Држао је ову позициу све до своје смрти 28. фебруара 1965.